# فواز الرشيدي
فواز الرشيدي لاعب كرة قدم كويتي، يلعب الآن مع نادي الفحيحيل كلاعب هجوم، شارك في كأس الأمير 52 مع نادي الفحيحيل.